# Keisuke Osako
Keisuke Osako (født 28. juli 1999) er en japansk fodboldspiller. Han er medlem af Japans fodboldlandshold.

## Landsholdskarriere
Den 17. juni 2019 fik han debut på det japanske landshold, i en kamp mod Chile. Han har spillet 2 landskampe for Japan.